# Hochschule Fulda
Hochschule Fulda ( HS Fulda; en inglés: Fulda University of Applied Sciences; en español: Universidad de Ciencias Aplicadas de Fulda ) es un centro de estudios superiores (Hochschule) ubicado en la ciudad de Fulda, en el estado de Hesse, en el suroeste de Alemania. Llamada anteriormente Fachhochschule Fulda -utilizando el genérico Fachhochschule-, fue fundado como centro independiente en 1974 como la quinta universidad estatal de ciencias aplicadas del estado de Hesse. En la actualidad, la Universidad de Ciencias Aplicadas de Fulda es la primera universidad alemana de ciencias aplicadas a la que se le ha concedido el derecho a otorgar títulos de doctorado (PhD), pero carece de la catalogación de Universität. 

## Historia

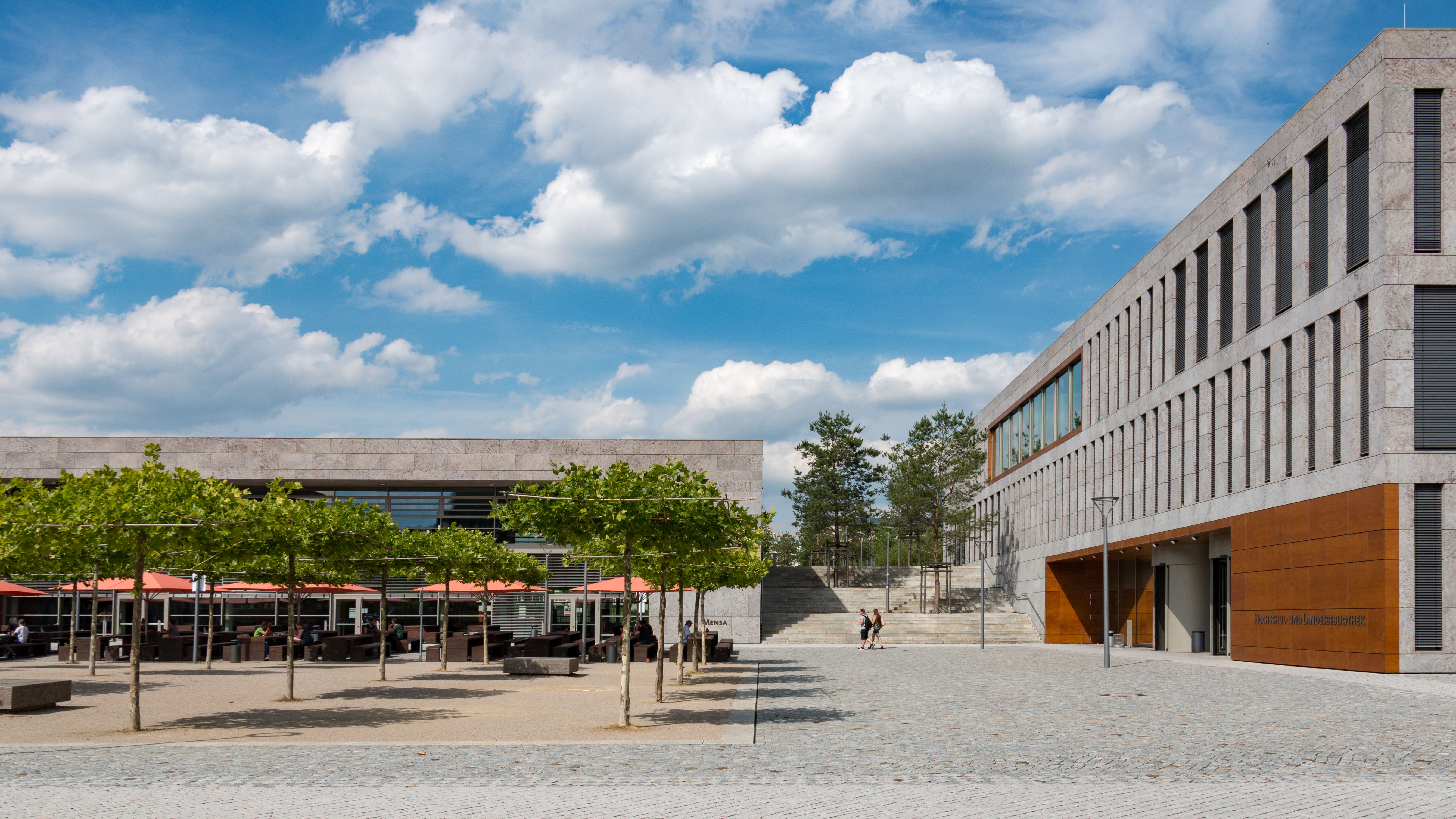
Biblioteca y comedor en el campus.

Fundado en 1971 como parte de la Universidad de Ciencias Aplicadas de Mittelhessen, en 1974 se convirtió en una institución independiente con el nombre de Fachhochschule Fulda. En 2006, debido a la reestructuración de la educación superior alemana y europea en el marco del proceso de Bolonia, la universidad pasó a llamarse Hochschule Fulda. Los estudiantes de la universidad ahora pueden obtener títulos de grado, maestría y, a partir de 2016, también doctorado acreditados por el estado. Cada año unos 2.000 estudiantes, muchos extranjeros, comienzan sus estudios en esta universidad.

#### Polémicas
La Hochschule Fulda tuvo problemas de alojamiento de alumnos extranjeros en 2024. Unos meses antes, en abril de ese año, hubo de cerrar un pabellón por la antigüedad de su estructura.

## Facultades
- Ciencias de la computación aplicadas
- Administración de Empresas
- Ingeniería eléctrica y tecnología de la información
- Tecnología de alimentos
- Enfermería y Ciencias de la Salud
- Ciencia nutricional
- Ciencias sociales y culturales
- Trabajo social
- Ciencias Sociales (Doctorado)
- Salud Pública (PhD)